# Degar
Degar, também conhecidos como Montagnard, são os povos indígenas das Terras Altas do Centro do Vietnã. O termo Montagnard significa "povos das montanhas" em francês e permaneceu como um termo de uso frequente desde o período colonial francês no Vietnã. Em vietnamita, são conhecidos como người Thượng - este termo agora também se aplica a outros grupos étnicos minoritários no Vietnã ou Người dân tộc thiểu số (literalmente, "minorias"). Anteriormente foram referidos pejorativamente como o mọi.
O termo Montagnard, abreviado como Yard, foi usado pelas Forças Armadas dos Estados Unidos que estavam na área montanhosa central do Vietnã durante a guerra daquele país. 
Milhares desses montanheses fugiram para o Camboja depois da queda de Saigon sob o poder do exército do Vietnã do Norte porque temiam as represálias do novo governo pela ajuda que haviam dado ao exército estadunidense. O exército dos Estados Unidos instalou alguns montanheses na América, principalmente na Carolina do Norte. O número de evacuados não chegou a dois mil. Além disso, o governo do Vietnã deslocou sistematicamente milhares de pessoas das colinas centrais para usar essas áreas férteis para o cultivo de café. Greensboro, na Carolina do Norte, abriga a maior colônia de Montagnards fora da região da Ásia-Pacífico.
O termo "Degar" é geralmente usado apenas por pessoas ligadas à Kok Ksor e à Degar Foundation. A maioria dos que vivem na América se referem a si mesmos como Montagnards, enquanto aqueles que vivem no Vietnã se referem a si mesmos por sua tribo individual.